# Клири, Роберт
Роберт Бэрри «Боб» Клири (англ. Robert Barry „Bob“ Cleary; 21 апреля 1936, Кембридж, штат Массачусетс, США — 16 сентября 2015, Хайаннис, штат Массачусетс, США) — американский хоккеист, нападающий, чемпион Олимпийских игр в Скво-Вэлли (1960).

## Спортивная карьера
Начал свою карьеру хоккеиста в Гарвардском университете, в котором обучался с 1955 по 1958 гг. Выступал в университетской хоккейной команде в Национальной ассоциации студенческого спорта. Также на протяжении трех лет выступал за университетскую бейсбольную команду.
В течение двух лет в составе сборной США проходил подготовку к «домашней» Олимпиаде в Скво-Вэлли (1960), на которой хоккеист вместе с партнерами по национальной сборной завоевал золотые медали, после чего закончил свою спортивную карьеру. Его старший брат Уильям также выступал в составе сборной, победившей на Играх.
Завершив игровую карьеру, работал в страховом бизнесе, а затем основал собственную компанию.
В 1981 г. был введен в Зал хоккейной США Славы.